# Mage Knight
Mage Knight es un juego de miniaturas de la compañía estadounidense WizKids. Se trata de armar un ejército de ciertos puntos y pelear con la ayuda de dados, además de usar habilidades que se representan con figuras como círculo y cuadros de colores.
Mage Knight ha tenido numerosas expansiones como Rebellion, Sinister, Unlimited y Dungeons entre otras, y se divide en facciones.
Para calcular el puntaje de cada figura, se utiliza un rango de tres estrellas, o figura única, y el puntaje viene en el dial negro o base de la figura. En el dial se encuentran los stats de movimiento, ataque, defensa y daño de cada figura, y al darle vuelta por debajo, éstos cambian.
El objetivo del juego es eliminar/desmoralizar/capturar todas las figuras del oponente en un tiempo menor al dado, o al cabo de este tiempo, quien obtenga el mayor número de puntos por muertes/capturas.
Se realizan torneos internacionales con sede en Washington, con premios considerables desde 500 dólares y figuras exóticas.
Existen solamente cuatro figuras que tienen un precio incomparable y estos son los Guerreros del Apocalipsis. Solo estuvieron disponibles para Sinister y cada uno tiene un costo de $2500 aproximadamente.
En Conquest, hubo figuras de tamaño más grande como los Dragones de Fuego, Hielo y Veneno, el Chariot, el Behemoth, las Catapultas y otras más, y este juego básicamente es el mismo concepto hecho una guerra de mayor puntaje y mayor duración. Se acostumbra hacer equipos de 2 o 3 personas por lado y se otorga 1 turno por cada 400 puntos de ejército.
Dungeons es otro tipo de juego del cual también surgió Pyramids, y se juega dentro de un tablero impreso,el cual tiene un camino dibujado y un jugador oponente a todos entra en acción simulado por alguien más, y controla figuras sin facción. Dungeons se juega con héroes y el objetivo es arrastrar un cofre pequeño a la salida del laberinto.